# 1879 au Canada
Pour un article plus général, voir Chronologie du Canada.
Cet article traite des événements qui se sont produits durant l'année 1879 au Canada.

## Événements

### Politique

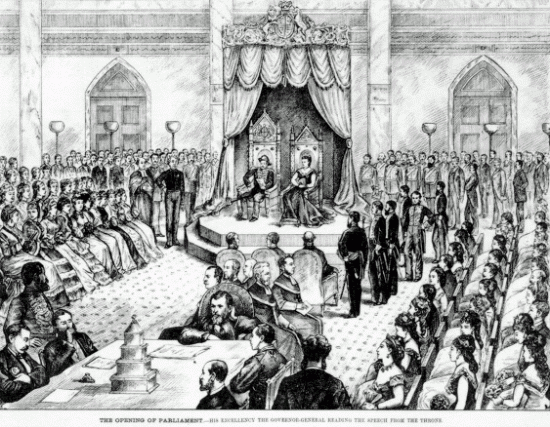
22 février : ouverture du Parlement

- 13 février : ouverture de la 4e législature du Canada.

- 25 avril : Sir William Wilfred Sullivan devient premier ministre de l'Ile-du-Prince-Édouard, remplaçant Sir Louis Henry Davies.

- 5 juin : élections en Ontario : les libéraux de Sir Oliver Mowat gagnent une troisième majorité consécutive.

- Le 1er juillet est établi comme Fête du Canada.

- 31 octobre : Joseph-Adolphe Chapleau devient le premier ministre du Québec, remplaçant Henri-Gustave Joly de Lotbinière. Mise en place de son gouvernement.

### Justice
- 11 janvier : William Johnstone Ritchie devient juge en chef à la cour suprême.

- Les métis des Territoires du Nord-Ouest réclament par pétitions au gouvernement la reconnaissance officielle de leurs propriétés et que les futurs arpentages respectent la disposition de leurs champs, perpendiculairement aux rivières.
- Emily Stowe, première femme médecin au Canada, est acquittée pour avoir effectué un avortement.

### Sport

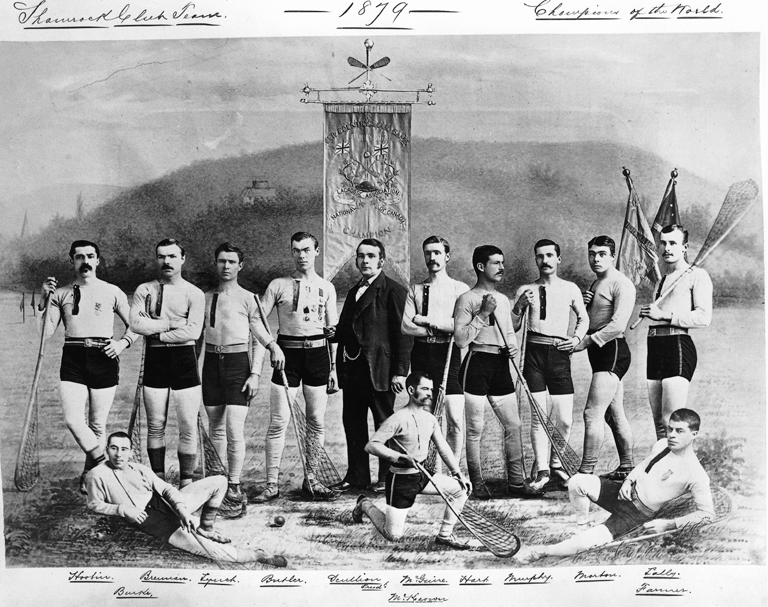
Club de crosse Shamrock, Champion du monde en 1879

- Les Shamrocks de Montréal sont les champions à la crosse.

### Économie
- 12 mars : tarif douanier protectionniste de la Confédération canadienne introduit par John A. Macdonald.

- Henry Birks ouvre sa bijouterie à Montréal.

### Science
- Louis Agassiz établit l'existence du lac Agassiz à l'époque de l'ère glaciaire au Manitoba.

### Culture
- 24 février : première édition du journal québécois La Patrie fondé par Honoré Beaugrand.
- Premier Dominion Exhibition qui se tient à Ottawa. Cet événement annuel aura lieu dans une ville différente jusqu'en 1913.
- Recueil de poèmes Les Fleurs boréales de Louis-Honoré Fréchette.
- La chanson Alouette est mise pour la première fois dans un recueil de chanson de l'université Mc Gill[1].

### Religion
- Mars : malgré un hiver doux, une embâcle se forme sur le fleuve Saint-Laurent près du Cap-de-la-Madeleine. Cela permet le transport de pierre sur la glace du fleuve pour la construction de la nouvelle église. Ce phénomène fut appelé Pont des chapelets. Notre-Dame du Cap devint un lieu de pèlerinage.
- La cathédrale Notre-Dame d'Ottawa devient basilique mineure.

## Naissances
- 15 janvier : Mazo de la Roche, auteure.
- 17 janvier : Richard Gavin Reid, premier ministre de l'Alberta.
- 25 janvier : Humphrey T. Walwyn, gouverneur de Terre-Neuve.
- 14 février : Eli Burton, physicien.
- 20 mars : Maud Menten, scientiste.
- 25 mai : Max Aitken, homme politique et homme d'affaires.
- 12 juin : Charles Dow Richards, premier ministre du Nouveau-Brunswick.
- 22 juin : Thibaudeau Rinfret, juge en chef à la cour suprême.
- 27 juillet : Jean-Baptiste Laviolette, joueur de hockey sur glace.
- 1er août : Eva Tanguay, chanteuse.
- 16 août : Samuel Lawrence, syndicaliste.
- 6 octobre : James Langstaff Bowman, homme politique manitobain.
- 9 octobre : William Warren, premier ministre de Terre-Neuve.
- 3 novembre : Vilhjalmur Stefansson, explorateur de l'Arctique.
- 11 novembre : Violet McNaughton, féministe.
- 25 novembre : Joseph-Arsène Bonnier, homme politique fédéral provenant du Québec.
- 24 décembre : Émile Nelligan, poète.

## Décès
- 4 janvier : Pierre-Alexis Tremblay, homme politique.
- 16 janvier : Octave Crémazie, écrivain et poète.
- 4 avril : Jean-Baptiste Thibault, missionnaire au Manitoba.
- 7 mai : Louis-Siméon Morin, avocat et homme politique.
- 4 juin : Robert-Shore-Milnes Bouchette, homme politique.
- 7 octobre : William Henry Pope, père de la Confédération.